# Antonia Rey
Antonia Rey (nacida María Antonia Francesch, 1926 o 1927-21 de febrero de 2019) fue una actriz estadounidense nacida en Cuba.

## Vida y carrera
Rey nació en La Habana, Cuba, hija de Emilia (de soltera Rangel), enfermera, y Antonio Francesch, dentista. Se casó con el director de teatro Andrés Castro en 1958, durante el intermedio de una obra de teatro. A pesar de las ofertas de prominencia en sus campos, optaron por huir de la Cuba comunista en 1961.
Los créditos de Rey en Broadway incluyen The Rose Tattoo (1995), The Ritz (1975), A Streetcar Named Desire (1973), 42 Seconds from Broadway (1973), The Engagement Baby (1970), Camino Real (1970), Mike Downstairs (1968). ) y Bajour (1964).
Rey es conocida por sus cameos en varias películas como Kiss Me, Guido (1997), Jacob's Ladder y King of the Gypsies, así como por el piloto de la película para televisión de Kojak titulado The Marcus-Nelson Murders. También ha aparecido en programas como Who's the Boss?, Third Watch, Law & Order y Law & Order: Criminal Intent.
El último papel de Rey fue Assunta Bianchi, en la serie de televisión Happy!; su personaje muere en el penúltimo episodio de la serie, que se emitió tres meses después de la muerte de Rey y contó con un crédito final de “In Memory” dedicado a Rey.
En 2003, recibió el premio HOLA Lifetime Achievement Award de la Organización Hispana de Actores Latinos (HOLA).

## Filmografía

### Películas
| Año  | Título                           | Papel                             |
| ---- | -------------------------------- | --------------------------------- |
| 1968 | Coogan's Bluff                   | Sra. Amador                       |
| 1969 | Popi                             | Sra. Cruz                         |
| 1971 | Klute                            | Sra. Vasek                        |
| 1971 | 'Doc'                            | Concha                            |
| 1971 | Who Killed Mary Whats 'ername?   | Camarera                          |
| 1971 | Who Says I Can't Ride a Rainbow! |                                   |
| 1972 | To Find a Man                    | Modesta                           |
| 1974 | The Lords of Flatbush            | Sra. Rosiello                     |
| 1976 | The Money                        | Pearl                             |
| 1978 | King of the Gypsies              | Danitza Giorgio                   |
| 1979 | Hair                             | Sra. Berger, madre de jorge       |
| 1979 | Boardwalk                        | Carmelita                         |
| 1980 | The Changeling                   | Estancia                          |
| 1981 | Time Bandits                     | Daisy                             |
| 1982 | The Clairvoyant                  | Mujer española                    |
| 1984 | Moscow on the Hudson             | Mujer del mostrador en McDonald's |
| 1984 | Beat Street                      | Flora                             |
| 1984 | Buscando a Greta                 | Esmeralda                         |
| 1986 | Wise Guys                        | Tía Sadie                         |
| 1987 | Forever, Lulu                    | Clara                             |
| 1987 | Spaceballs                       | Clarie                            |
| 1988 | White Hot                        | Mujer del mercado                 |
| 1988 | Spike of Bensonhurst             | Madre de Bandana                  |
| 1989 | Simple Justice                   | Sra. Maria Pajarro                |
| 1990 | Jacob's Ladder                   | Mujer en el metro                 |
| 1991 | True Colors                      | Soledad                           |
| 1991 | I Was On Mars                    | La Mama                           |
| 1992 | Las cadenas del deseo            | Madre de Jesus                    |
| 1994 | Solo tú                          | Adivina                           |
| 1994 | It Runs in the Family            | Gitana                            |
| 1995 | Die Hard with a Vengeance        | Sra. Stella                       |
| 1995 | Tarantella                       | Abuela                            |
| 1997 | Kiss Me, Guido                   | Josephia Zito                     |
| 1997 | The Full Monty                   | Emmy                              |
| 1998 | The Object of My Affection       | Sra. Ochoa                        |
| 1999 | Gloria                           | Tenant                            |
| 2001 | Piñero                           | Senora                            |
| 2005 | The Reality Trap                 | Consuela                          |
| 2014 | Match                            | Sra. Trujillo                     |
| 2015 | Alto                             | Nonna Del Vecchio”                |

### Televisión
| Año       | Título            | Papel                 | Notas        |
| --------- | ----------------- | --------------------- | ------------ |
| 2000–2010 | Dora the Explorer | Abuela, Wizzles (voz) | 11 episodios |
| 2017–2019 | Happy!            | Assunta Bianchi       |              |